# پل بیستون
پل بیستون که با نام‌های پل کهنه، پل شاه عباسی، پل صفوی، پل نادرآباد و پل دینورآب نیز شناخته می‌شود، پل و سازه‌ای است مربوط به دوره صفوی که در بخش شرقی شهر بیستون جای گرفته‌است. این اثر در تاریخ ۵ بهمن ۱۳۴۶ با شمارهٔ ثبت ۷۶۵ به‌عنوان یکی از آثار ملی ایران به ثبت رسیده‌است
.

## پیشینه

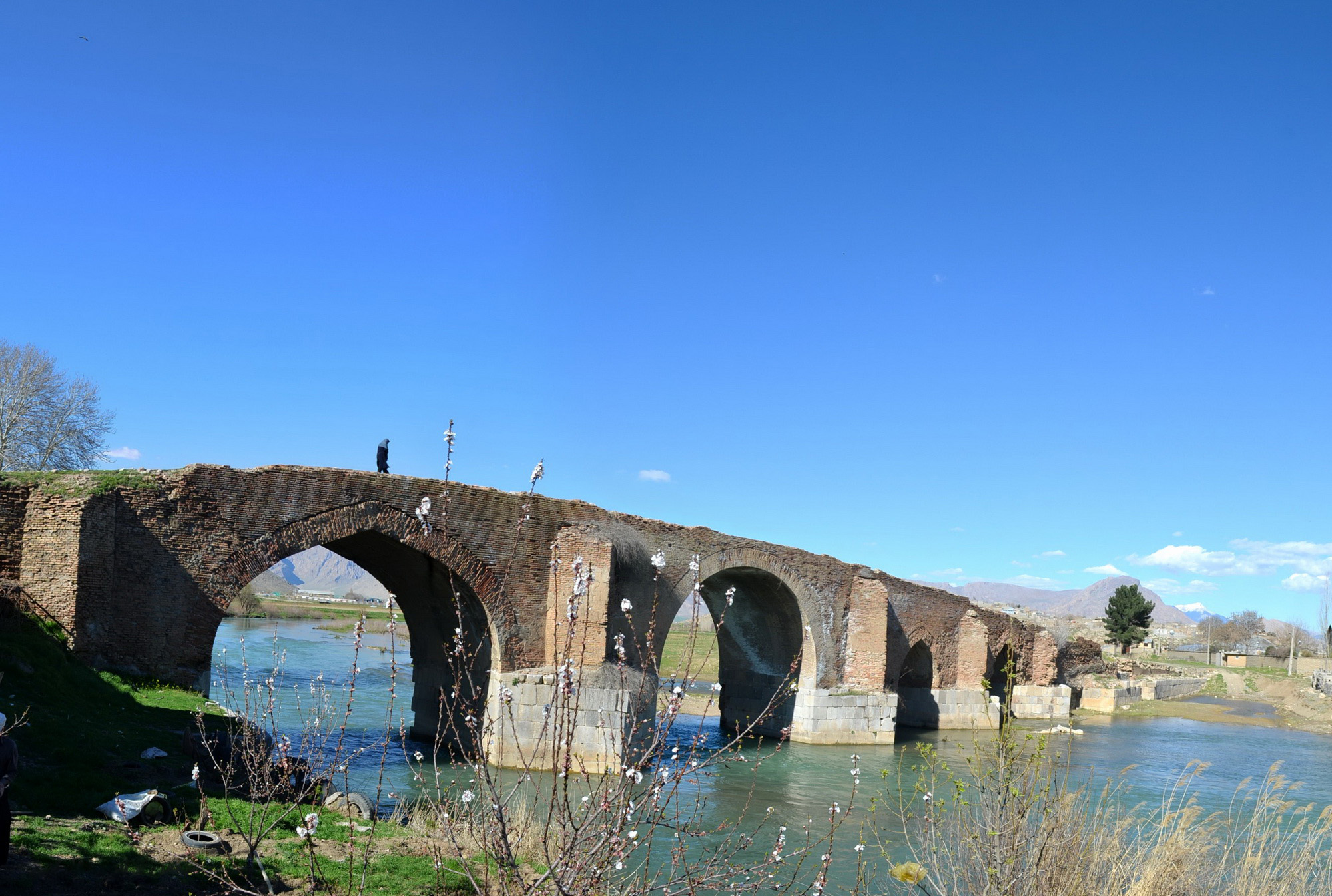

شواهد و مدارک به جا مانده نشان می‌دهد که پایه‌های پل بیستون در اواخر دوره ساسانی ساخته شده ولی همانند بسیاری از دیگر سازه‌های ساسانی بیستون که ناتمام مانده‌است. در سده چهارم هجری فرمانروایان محلی حسنویه آن را تکمیل کردند که از آن تنها طاق‌های دهانه دوم و سوم و پشتبندهای مدور آن به جا مانده‌است. در دوره ایلخانی، دهانه پنجم پل به همراه پشتبندهای مثلثی بازسازی گردید. افزون بر این برای تأمین آجرهای دهانه پل، کوره‌های آجرپزی در شمال غربی آن ایجاد کرده‌اند. نمای پل در دوره صفوی و طاق چهارم در دوره پهلوی بازسازی گردید.

## موقعیت جغرافیایی
پل بیستون در حاشیه شرقی بیستون، بر روی رودخانه دینورآب و در سر راه قدیم کرمانشاه به صحنه قرار دارد.

## معماری
پل بیستون 144 متر درازا و 60/7 متر پهنا دارد و با سویه خاوری-باختری (شرقی – غربی) ساخته شده‌است. این پل دارای پنج دهانه است که طاق همه دهانه‌ها به جز دهانه چهارم از طاق‌های جناغی هستند و طاق دهانه چهارم از نوع طاق‌های هلوچین یا بیضی نزدیک به دایره است. پایه‌های پل به جز پایه‌های کناری، دارای پلان شش ضلعی است که هر کدام از سه بخش تشکیل شده‌است. بخش میانی به شکل مکعب مستطیلی است که در دو طرف این مکعب، هم پادسو با جریان آب و هم همسو با جریان آب، آبشکن های مثلثی قرار دارد. در نمای شمالی و جنوبی پل بر روی هر کدام از آبشکن‌ها، پشتبندهای مثلثی و گردی از آجر ساخته‌اند که نقشی اساسی برای جلوگیری از رانش قوس دهانه‌های پل دارد. پایه‌های پل از سنگ و ملاط گچ ساخته شده‌است. روکار پایه‌ها را با سنگ‌های مکعب مستطیل شکل تراشیده شده و قسمت داخلی پایه‌ها را با قلوه سنگ، لاشه سنگ و ملاط گچ ساخته‌اند. دهانه‌های پل از آجر با ملاط گچ و گذرگاه پل بیستون از قلوه سنگ‌های رودخانه‌ای و ملاط گچ ساخته شده‌است.